# الکانادا دو مادرولو
الکانادا دو مادرولو (به اسپانیایی: Alconada de Maderuelo) یک شهرستان در اسپانیا است که در سگبیا واقع شده‌است.